# C4FM
C4FM ist eine digitale Modulationstechnik, die der Übertragung von digitalen Sprach- und Dateninformationen über einen Funkkanal dient. C4FM ist ein Akronym für englisch Continuous 4-level frequency modulation, entsprechend werden bei der Frequenzumtastung vier Frequenzen verwendet. Diese liegen in Frequenzbereichen wie der Ultrakurzwelle sowie der Dezimeterwelle unter 1 GHz. Genutzt wird das Modulationsverfahren unter anderem in APCO P25 (Radio Land Mobile Communications, Project 25), einen übergeordneten Übertragungsnetz für digitalen Behördenfunk für Polizei und Rettungsdienste in Nordamerika, und weltweit im Amateurfunk. C4FM ist für diese Anwendung von der Telecommunications Industry Association (TIA), einer Vereinigungsorganisation der Behörden der Vereinigten Staaten, im Standard ANSI/TIA-102.CAAB-C spezifiziert.

## Realisierung
C4FM ist in ANSI/TIA-102 für eine Bandbreite von 12,5 kHz spezifiziert, bei einer Symbolrate von 4800 Baud. Zur Datenübertragung werden vier verschiedene Sendesymbole eingesetzt, wobei jedes Symbol fix zugeordnet die Information von zwei Bit trägt, und durch vier verschiedene Frequenzen repräsentiert werden. Dadurch ergibt sich eine Bitrate von 9600 bps brutto. Bezogen auf die  Trägerfrequenz fc, welche gleichzeitig die Mittenfrequenz im Funkkanal darstellt, sind die vier Frequenzen im Standard definiert als eine Frequenzabweichung zur Trägerfrequenz relativ zur Sendefrequenz:
| Symbol | Bitkombination | Frequenzabweichung |
| ------ | -------------- | ------------------ |
| +1     | 00             | fc + 900 Hz        |
| +3     | 01             | fc + 2700 Hz       |
| −1     | 10             | fc - 900 Hz        |
| −3     | 11             | fc - 2700 Hz       |

Für die Datenübertragung werden die Nutzdaten in den der Modulation übergeordneten Übertragungsschichten im Standard ANSI/TIA-102 in sogenannten Rahmen zusammengefasst und je nach Betriebsmodus mit einer Vorwärtsfehlerkorrektur (FEC) versehen. Es können gleichzeitig und gemultiplext sowohl Sprache und Daten übertragen werden oder der Übertragungskanal kann exklusiv nur für Daten- oder nur für Sprachübertragung genutzt werden. Die Sprachdaten werden dabei unabhängig von C4FM mit einem in TIA-102 definierten Vocoder in der Datenmenge auf 4400 bps reduziert. Die gesamte digitale Signalverarbeitung mit allen Übertragungsschichten lässt sich mit einem Signalprozessor realisieren.

## Relaisfunkstellen
Das Verfahren eignet sich auch zum Einsatz in Funknetzen mit Relaisfunkstellen. Relaisfunkstellen sind unbemannte Funkstellen, die meist in erhöhten Positionen z. B. in Bergstationen von Seilbahnen installiert werden. So sind mit vergleichsweise geringer Anzahl von Relaisstationen weitreichende Funknetzwerke, z. B. über mehrere Landkreise, zu realisieren.
Im deutschsprachigen Mitteleuropa gibt es derzeit ca. 280 C4FM-Relaisstellen im Amateurfunk (Stand: 3/21).